# Comité d'aide et de secours de Budapest
Le Comité d'aide et de secours de Budapest  (ועדת העזרה וההצלה בבודפשט, Va'adat Ha-Ezrah ve-ha-Hatzalah be-Budapesht, en anglais Hungarian Aid and Rescue Committee), abrégé en Vaada, est un groupe de personnalités sionistes de Budapest, en Hongrie, qui dans les années 1944-1945 a aidé des Juifs à échapper à la Shoah lors de l'occupation du pays par le Troisième Reich.

## Création
Il est fondé par un nombre restreint de personnnes : Ottó Komoly (président), Rudolf Kastner (vice-président exécutif), Samuel Springmann (trésorier) et Joel Brand, chargé du tijul, c'est-à-dire les opérations clandestines de sauvetage des Juifs. Les autres membres sont Hansi Brand (épouse de Joel Brand), Erno Szilagyi (du mouvement gauchiste Hashomer Hatzaïr), Peretz Revesz, Andras Biss, Nison Kahan et deux autres personnes selon Tomi Komoly.
La communauté juive de Hongrie s’est lentement émancipée depuis la révolution de 1848, certains Juifs occupant des postes de premier plan. La jalousie suscitée a entraîné la mise en place d’un antisémitisme d’État qui conduisent à la perte de 200 000 emplois par les Juifs de Hongrie. Cependant, l’attitude générale des Juifs hongrois était de se croire protégés, estimant que la Hongrie était plus civilisée que la Pologne ou la Slovaquie.
Après l'occupation des nazis en mars 1944, les responsabilités sont redistribuées : Otto Komoly devient responsable des négociations avec le gouvernement, l'armée et la police en Hongrie, tandis que Kasztner (une fois Brand parti vers Istanbul) reprend les négociations avec les Allemands, dont Adolf Eichmann.

## Actions
Le comité produit de faux documents (comme des certificats de baptême), corrompt des fonctionnaires, repère des routes discrètes pour passer en Palestine, procure de faux papiers.
Lors des déportations ayant conduit au massacre de Kamenets-Podolski, le comité réussit à sauver environ 2 000 personnes.
Pendant toute la guerre, le comité parvient à faire régulièrement partir, chaque mois, 50 juifs vers la Palestine, à la suite d'un accord avec les nazis.
En 1943, le comité est officiellement affilié à l’Agence juive,.
Les négociations ayant conduit au sauvetage de 1685 personnes transportées par le train Kastner en Suisse via Bergen-Belsen sont une des opérations les plus importantes de sauvetage du comité (juin-décembre 1944).
D’autres négociations ont permis de négocier la déportation de 20 000 Juifs au camp de Strasshof, simple camp de travail autrichien, au lieu d'Auschwitz. Il est estimé que 75 % des 21 000 Juifs Hongrois déportés à Strasshof ont survécu grâce à cet accord entre le comité d'aide et de sauvetage et Adolf Eichmann.
Entre 5 et 6 000 orphelins sont évacués du ghetto et placés en lieu sûr pour leur éviter la déportation, Otto Komoly utilisant ses contacts dans les ambassades, à la Croix-Rouge et auprès des membres les plus éclairés du gouvernement. Il recrute également dans les jeunesses sionistes pour assurer l’encadrement de ces maisons d’enfants créées par Friedrich Born de la Croix-Rouge.
Lors de la dictature des parti des Croix fléchées, les membres du comité se procurent des uniformes allemands et hongrois pour sauver des juifs de la déportation et ravitailler les ghettos.

### Dans les Arts
L’histoire de Joel Brand et du comité d'aide et de secours a été adaptée au théâtre par Heinar Kipphardt et mis en scène par Hubert Gignoux à la Comédie de l’Est, cf. La Vie du CDE, octobre 1966, (no)42